# Condino

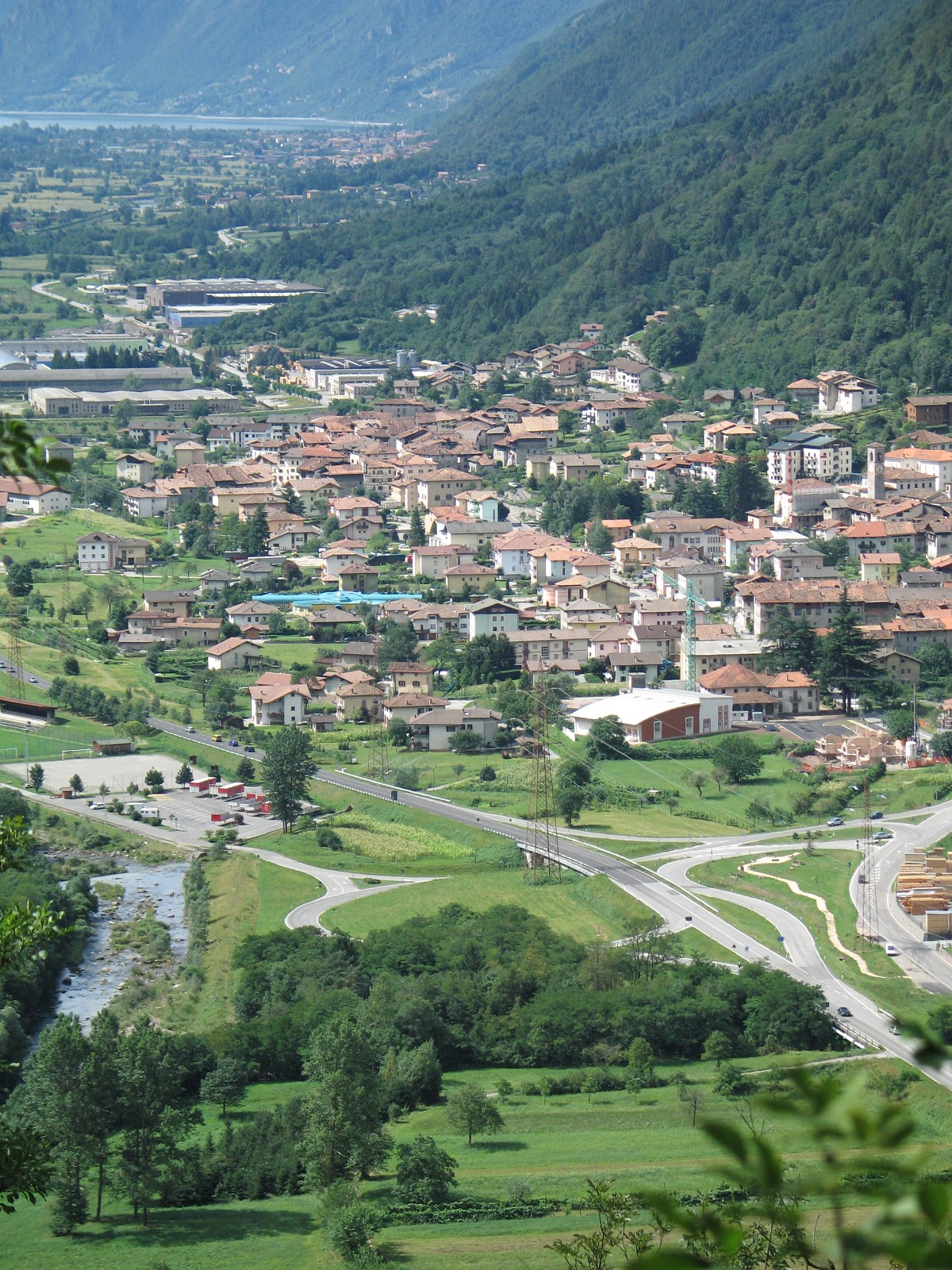
Condino

Condino is een gemeente in de Italiaanse provincie Trente (regio Trentino-Zuid-Tirol) en telt 1507 inwoners (31-12-2004). De oppervlakte bedraagt 33,8 km², de bevolkingsdichtheid is 45 inwoners per km².

## Demografie
Condino telt ongeveer 561 huishoudens. Het aantal inwoners steeg in de periode 1991-2001 met 5,3% volgens cijfers uit de tienjaarlijkse volkstellingen van ISTAT.
| Jaar | Inwoneraantal |
| ---- | ------------- |
| 1991 | 1420          |
| 2001 | 1495          |

## Geografie
De gemeente ligt op ongeveer 444 m boven zeeniveau.
Condino grenst aan de volgende gemeenten: Daone, Breno (BS), Castel Condino, Bagolino (BS), Cimego, Brione, Tiarno di Sopra, Storo.

## Geboren
- Oreste Baratieri (1841 - 1901), generaal en gouverneur